# Bruno Heckel
Bruno Heckel (* 10. April 1887 in Hinterhain; † 2. Februar 1929 in Auerbach/Vogtl.) war ein deutscher Ringer.

## Karriere
Bruno Heckel nahm an den Olympischen Sommerspielen 1912 in Stockholm in der Klasse bis 67,5 kg im griechisch-römischen Stil teil. Er schied in der fünften Runde aus. Ein Jahr später wurde er Deutscher Vizemeister. 1921 und 1922 wurde er Deutscher Meister im Leichtgewicht.